# Römerstein
Römerstein là một thị xã nằm ở bang Baden-Württemberg, Đức.

## Chính trị

### Thị trưởng

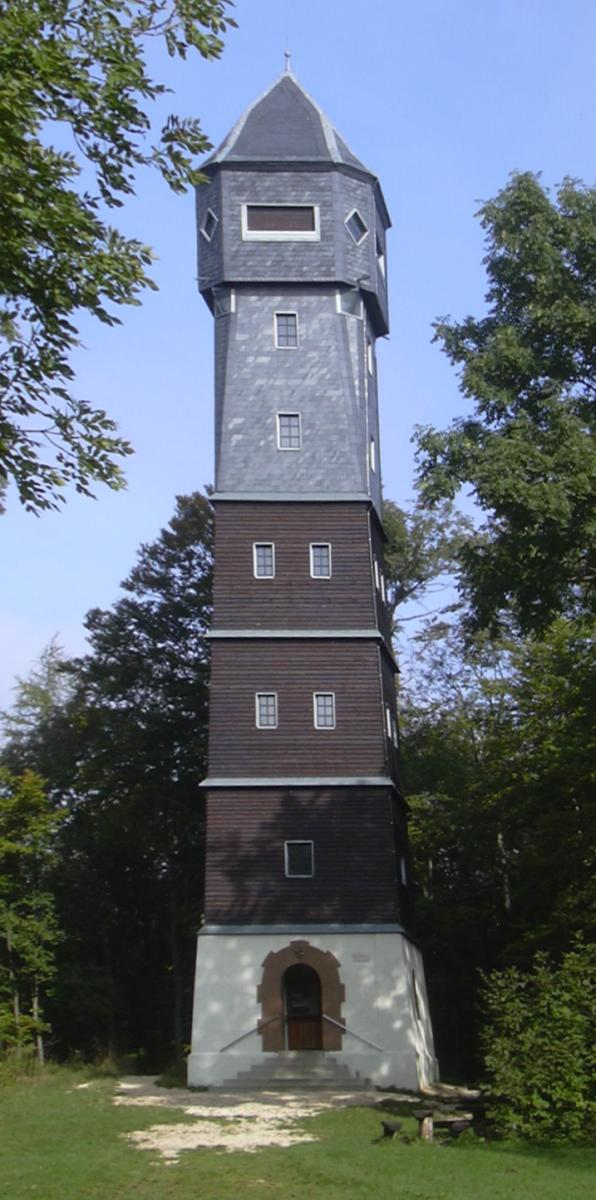
Römersteinturm

- 1975-1999: Hans Sigel
- 1999-2013: Micheal Donth
- 2013–2022: Matthias Winter
- 2022–nay: Anja Sauer